# Józef Rozwadowski
Józef Rozwadowski (ur. 19 marca 1909 w Krakowie, zm. 3 sierpnia 1996 w Łodzi) – polski duchowny rzymskokatolicki, doktor nauk teologicznych, biskup diecezjalny łódzki w latach 1968–1986, od 1986 biskup senior diecezji łódzkiej.

## Życiorys

### Młodość i wykształcenie
Urodził się 19 marca 1909 w Krakowie. W latach 1919–1927 kształcił się w IV Państwowym Gimnazjum im. Henryka Sienkiewicza w Krakowie, gdzie złożył egzamin dojrzałości.
W latach 1927–1931 odbył studia na Wydziale Teologicznym Uniwersytetu Jagiellońskiego i zdobywał formację kapłańską w Arcybiskupim Seminarium Duchownym w Krakowie. W związku z planami kontynuowania studiów za granicą święcenia prezbiteratu otrzymał z kilkumiesięcznym wyprzedzeniem. Udzielił mu ich 11 października 1931 w bazylice archikatedralnej św. Stanisława i św. Wacława w Krakowie arcybiskup metropolita krakowski Adam Stefan Sapieha.
Następnie w latach 1931–1933 studiował teologię moralną na Wydziale Teologicznym Papieskiego Uniwersytetu Świętego Tomasza z Akwinu, gdzie uzyskał licencjat i na podstawie dysertacji O cnocie pragnienia wiedzy (studiositas) u św. Tomasza z Akwinu doktorat z teologii. W 1938 na Uniwersytecie Jagiellońskim nostryfikował licencjat z teologii. W 1945 na Wydziale Filozoficznym tego uniwersytetu rozpoczął studia w zakresie pedagogiki i psychologii rozwojowej. W 1946 uzyskał na Uniwersytecie Jagiellońskim doktorat z teologii.

### Prezbiter
W latach 1933–1934 pracował jako wikariusz w parafii św. Jana Chrzciciela w Lubniu, a w latach 1934–1938 jako wikariusz w parafii Wniebowzięcia Najświętszej Maryi Panny w Oświęcimiu. Podczas posługi w Oświęcimiu był jednocześnie prefektem w miejscowym liceum ogólnokształcącym, zaś w latach 1938–1939 pełnił funkcję prefekta liceum pedagogicznego w Bielsku. W 1939 był wakacyjnym kapelanem arcybiskupa Adama Stefana Sapiehy. W czasie II wojny światowej brał udział w tajnym nauczaniu w Krakowie, uczył religii w szkole zawodowej. W latach 1945–1948 był duszpasterzem akademickim przy kościele św. Anny w Krakowie, a w latach 1965–1968 proboszczem parafii św. Floriana w Krakowie.
W kurii krakowskiej w 1952 objął funkcję referenta ds. katechizacji pozaszkolnej, a w 1957 archidiecezjalnego wizytatora szkolnego. Od 1957 był członkiem Komisji Szkolnej Episkopatu Polski.
W 1943 został obdarzony przywilejem noszenia rokiety i mantoletu, a także otrzymał godność szambelana papieskiego.

### Działalność dydaktyczno-naukowa
W czasie okupacji był ojcem duchownym w krakowskim seminarium duchownym i przez rok wykładał w nim teologię moralną i ascetykę.
W latach 1948–1952 zajmował stanowisko młodszego asystenta na Wydziale Teologicznym Uniwersytetu Jagiellońskiego, gdzie prowadził zajęcia z pedagogiki, psychologii rozwojowej i katechetyki. Od 1953 wykładał katechetykę w mieszczących się w Krakowie wyższych seminariach duchownych: metropolitalnym, śląskim i częstochowskim. Wykłady z katechetyki i psychologii prowadził również od 1962 na Fakultecie Teologicznym w Krakowie

### Biskup
29 października 1968 papież Paweł VI mianował go biskupem diecezjalnym diecezji łódzkiej. 31 października 1968 kanonicznie objął diecezję. Święcenia biskupie otrzymał 24 listopada 1968 w bazylice Wniebowzięcia Najświętszej Maryi Panny na Jasnej Górze w Częstochowie. Konsekrował go kardynał Karol Wojtyła, arcybiskup metropolita krakowski, któremu asystowali Jan Kulik, biskup pomocniczy łódzki, i Jerzy Stroba, biskup pomocniczy gorzowski. Jako zawołanie biskupie przyjął słowa „Adveniat Regnum Tuum” (Przyjdź Królestwo Twoje). 1 grudnia 1968 odbył ingres do katedry św. Stanisława Kostki w Łodzi.
Podczas swych rządów w diecezji ustanowił duszpasterstwo rodzin, wprowadził katechizacje przedmałżeńską i przedchrześcielną, w większych miastach utworzył ośrodki duszpasterstwa studentów, nauczycieli i służby zdrowia, zapoczątkował rekolekcje dla maturzystów i ich pielgrzymki na Jasną Górę, inicjował tworzenie parafialnych zespołów charytatywnych do opieki nad osobami starszymi, chorymi i niepełnosprawnymi, ustanowił 26 parafii i 4 nowe dekanaty, doprowadził do odbudowania katedry łódzkiej po pożarze w 1971 i do rozbudowy gmachu łódzkiego seminarium, dla absolwentów seminarium uzyskał możliwość ubiegania się o magisterium na Wydziale Teologicznym Katolickiego Uniwersytetu Lubelskiego na podstawie prac napisanych pod kierunkiem swoich seminaryjnych profesorów.
W czasie stanu wojennego czynnie wsparł opozycję demokratyczną. U jego początków w swojej rezydencji udzielił schronienia poszukiwanemu działaczowi „Solidarności” Januszowi Kenicowi, 13 grudnia 1981 zgodnie z planem udał się do Pabianic, gdzie wygłosił pokrzepiającą zebranych homilię i poświęcił sztandar „Solidarnści”, interweniował u władz w obronie aresztowanych, powołał ośrodek pomocy internowanym, uwięzionym i ich rodzinom, obejmując patronatem działalność pomocową prowadzoną przez ojca Stefana Miecznikowskiego, ośrodek pomocy osobom pozbawionym pracy oraz ośrodek pomocy prawnej dla poszkodowanych, przechowywał pieniądze zarządu regionalnego „Solidarności”, a także osobiste pisma działaczy opozycyjnych.
20 marca 1984 złożył rezygnację z obowiązków biskupa diecezjalnego łódzkiego, którą papież Jan Paweł II przyjął 24 stycznia 1986.
W Episkopacie Polski był w latach 1969–1983 przewodniczącym Komisji ds. Rodzin, należał także do Rady Głównej. W 1980 był delegatem episkopatu na Synod Biskupów w Rzymie. Brał udział w sakrach biskupów pomocniczych łódzkich Władysława Ziółka (1980) jako konsekrator i Adama Lepy (1988) jako współkonsekrator.
Zmarł 3 sierpnia 1996 w Łodzi. 7 sierpnia 1996 został pochowany w krypcie archikatedry łódzkiej.